# Les Mauvaises Fréquentations (film, 2000)
Pour les articles homonymes, voir Mauvaises fréquentations.
Pour plus de détails, voir Fiche technique et Distribution.
Les Mauvaises Fréquentations (En malas compañías en espagnol) (Boys Briefs 2) est un court métrage espagnol sorti en 2000 et réalisé par Antonio Hens.

## Synopsis
Guillermo (Israel Rodriguez), jeune garçon de 16 ans, vit ses premières expériences homosexuelles dans les toilettes d'un centre commercial à Malaga. Il y rencontre de nombreux gays, notamment Asier (Pablo Puyol) qui deviendra son compagnon jusqu'à son arrestation par les gardiens de sécurité. Parallèlement, il est surpris par son père alors qu'il est sodomisé par son jeune professeur d'anglais. Envoyé chez un psychologue, celui-ci conviendra qu'il doit accepter et vivre son homosexualité.

## Récompenses
- Festival de courts-métrages Alcine de Alcalá de Henares 2000 : Prix de la Caja de Madrid du meilleur acteur masculin décerné à Israel Rodríguez.
- Festival Madridimagen 2000 : meilleur court-métrage.

## Fiche technique
- Titre original : En malas compañias
- Autre titre : Les Mauvaises Fréquentations
- Réalisation : Antonio Hens
- Date de sortie : 2000
- Durée : 17 minutes
- Genre : court métrage

## Distribution
- Israel Rodriguez : Guillermo
- Pablo Puyol : Asier